# Прилежний
Приле́жний — пасажирська зупинна залізнична платформа Лиманської дирекції Донецької залізниці.
Розташована у с. Дронівка, Бахмутський район, Донецької області. Платформа розташована на лінії Лиман — Микитівка між станціями Сіверськ (7 км) та Ямпіль (6 км).
На платформі зупиняються лише приміські поїзди.